# 1574年哲學
1574年哲學事件  

## 出生
- 1月17日 - 羅伯特·弗洛德（英语：Robert_Fludd）英國哲學家、宇宙學家玫瑰十字古老神秘教團 ，死於1637年。
- 日期未知
  - 克勞迪奧·阿希利尼（英语：Claudio_Achillini）意大利哲學家、神學家、數學家、詩人和法學家，死於1640年。

## 死亡
- 1月30日 - 達米昂·德戈伊斯 文藝復興時期歐洲外交家哲學家，死於1574年。